# Le Freney-d'Oisans
Le Freney-d'Oisans é uma comuna francesa na região administrativa de Auvérnia-Ródano-Alpes, no departamento de Isère.